# Ане Брун

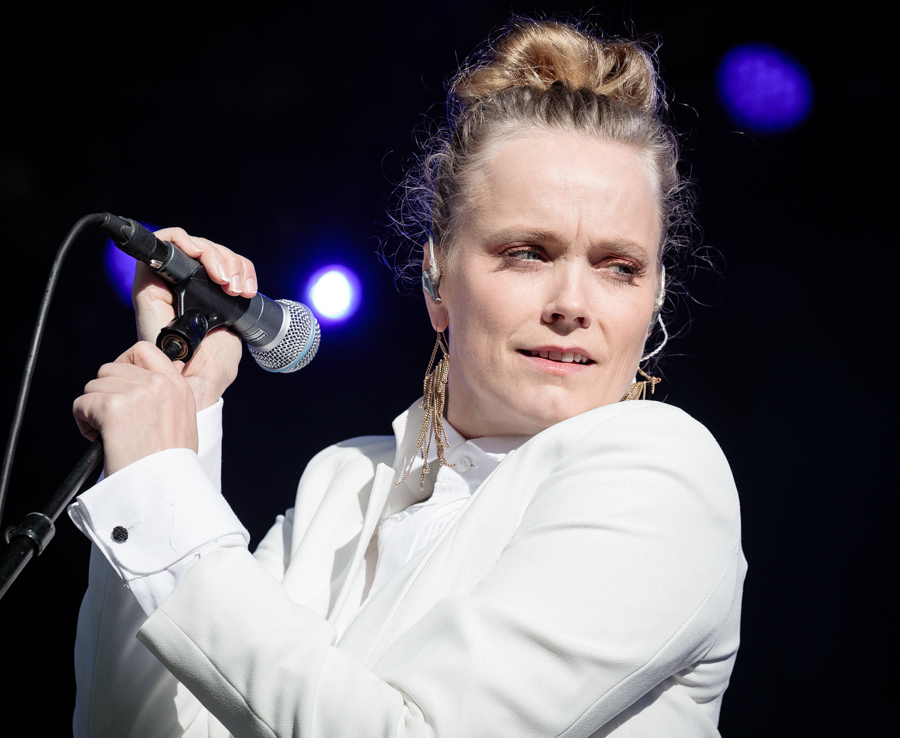
Ane Brun

Ане Брун (норвезька вимова: [ˈɑ̂ːnə ˈbrʉːn]; справжнє ім’я Ане Брунволл, нар. 10 березня 1976 року) — норвезька авторка пісень, гітаристка та вокалістка саамського походження. З 2003 року записала десять альбомів, вісім з яких — студійні альбоми з оригінальним матеріалом (включаючи збірку дуетів), акустичний альбом та альбом каверів; також випустила три концертні альбоми, дві збірки, один концертний DVD і чотири EP. Ане живе у Стокгольмі, Швеція з 2001 року, де пише, записує та керує власним лейблом (Balloon Ranger Recordings).

## Ранні роки та освіта
Ане Брунволл — дочка юриста Кнута Анкера Брунволла та джазової співачки та піаністки Інгер Йоганн Брунволл. Dиросла в музичній родині в Молде, Норвегія. Її молодша сестра — співачка Марі Квін Брунволл, старший брат — фотограф Бьорн Брунволл.
У 1995 році Ане поїхала вчитися в Бергенський університет, де проходила навчання на курсах іспанської мови, права та музики. У Бергені вона почала писати власний матеріал: грати на гітарі почала у 21, писати пісні у віці 23 років. Провела наступні кілька років, переміщаючись між Барселоною, Осло та Бергеном, заробляла на життя, працюючи в магазинах звукозаписів і барах.

## Кар’єра
Відігравши декілька невеликих концертів і записавши перші демо в Бергені в 1999 році, переїхала до Швеції, спочатку до Упсали, а потім до Стокгольма у 2001 році, де почала серйозно займатися музичною кар'єрою.
Дебютний альбом, Spending Time with Morgan Брун записала у 2002 році, він був випущений на лейблі DetErMine, який вона створила разом з Еллекарі Ларссон зі шведської групи The Tiny. Альбом вийшов у 11 європейських країнах у 2003 році завдяки угоді з V2 Music.
Після випуску першого альбому гастролювала по Європі. 
Продюсером наступного альбому Temporary Dive, як і попереднього, виступила Катаріна Натталл. Альбом вийшов у 2005 році у Європі, у 2006 році у США та в Японії у 2007 році. Робота була номінована на нагороди в різних країнах Європи, і того року Ане Брун отримала Spellemannpris, норвезький еквівалент Ґреммі, як найкраща артистка.
Після співпраці над дуетами, Брун попросила деяких артистів заспівати з нею на повноцінному альбомі під назвою Duets. Альбом вийшов у листопаді 2005 року і включав спільні записи з Роном Сексмітом, Syd Matters і Teitur. Співпраця з гуртом Madrugada над синглом «Lift Me» принесла їй ще одну норвезьку Ґреммі.
Брун провела більшу частину наступних кількох років, гастролюючи по світу з різними сценічними аранжуваннями. Вона грала з повною групою, включаючи струнну секцію, іноді лише з віолончеллю та бек-вокалістками, або сольно з акустичною гітарою. 
Один з її турів зі струнним квінтетом записаний і випущений під назвою Live in Scandinavia (2007) з участю Ніни Кінерт і гітариста Стаффана Йоханссона. 
У 2008 році Брун випустила третій студійний альбом Changing of the Seasons, спродюсований Валгейром Сігурдсоном. До нього увійшли струнні аранжування американського композитора Ніко Мулі. Пізніше того ж року вийшов альбом Sketches, до якого увійшли акустичні демо-версії пісень з Changing of the Seasons. Тур Sketches показав урізаний, рідкісний звук, цього разу в гастролі Ане вирушила з музикантами Ребеккою Карійорд, Дженні Абрахамсон та Ліннеа Олссон.
Концерт у Стокгольмському концертному залі вийшов у вигляді альбому та концертного DVD у 2009 році. Пізніше того ж року Брун організувала концерт No More Lullabies, щоб привернути увагу до проблем кліматичної справедливості. 24 жовтня 2009 року вона зібрала 24 відомих шведських виконавців, таких як Робін, Лоуні, Дір, Тітійо та Бенні Андерссон з групи ABBA, щоб взяти участь у семигодинному лайві на честь Міжнародного дня боротьби з кліматом 24 жовтня 2009 року. 
Брун була однією із гостей на студійному альбомі Пітера Габріеля New Blood 2011 року, заспівавши партію Кейт Буш у перезаписаній версії "Don't Give Up". Згодом її запросили виступити з ним у турі New Blood у 2010 році.
Наприкінці 2011 року Брун випустила шостий студійний альбом It All Starts with One, спродюсований Тобіасом Фрьобергом.
11 березня 2013 року Брун виконала власну адаптацію «Плач Дідони» з «Дідони й Енея» Генрі Перселла в The Roundhouse в Лондоні.
У травні 2013 року випустила збірку пісень з 32 треків за перші 10 років у музичній індустрії під назвою Songs 2003–2013, яка включала чотири нові пісні. У жовтні 2013 року випустила збірку з 20 треків під назвою Rarities.
У 2015 році Брун випустила сьомий студійний альбом під назвою When I'm Free. У 2017 році вийшов Leave Me Breathless, колекція каверів на пісні різних виконавців, включаючи Foreigner, Мераю Кері та Radiohead. У 2020 році артистка випустила два альбоми оригінального матеріалу. Спочатку вони мали бути подвійним альбомом, але були видані окремо як After the Great Storm in October і How Beauty Holds the Hand of Sorrow у листопаді. Два альбоми були номіновані на премію IMPALA «Європейський незалежний альбом року».

## Дискографія

### Студійні альбоми
- Spending Time with Morgan (2003)
- A Temporary Dive (2005)
- Duets (2005)
- Changing of the Seasons (2008)
- Sketches (2008)
- It All Starts with One (2011)
- When I'm Free (2015)
- Leave Me Breathless (2017)
- After the Great Storm (2020)
- How Beauty Holds the Hand of Sorrow (2020)

### Живі записи
- Live in Scandinavia (2007)
- Live at Stockholm Concert Hall (2009)
- Live at Berdwardhallen (2018)

### Збірки
- Songs 2003–2013 (2013)
- Rarities (2013)

### EP
- What I Want (2001)
- Wooden Body (2001)
- My Lover Will Go (2004)
- Do You Remember (2012)